# Chironomus severus
Chironomus severus är en tvåvingeart som först beskrevs av Weyenbergh 1886.  Chironomus severus ingår i släktet Chironomus och familjen fjädermyggor. Inga underarter finns listade i Catalogue of Life.